# Piz Danis
Der Piz Danis ist ein 2497 m ü. M. hoher Berg auf der Lenzerheide im Schweizer Kanton Graubünden.
Der Berg ist von mehreren Seiten durch Wanderwege im Grad T2 erschlossen. Die beiden Skilifte Auarara und Fadail bringen Skitouristen im Winter zur Sesselbahn Pedra Grossa, mit der in 5 Minuten Fahrzeit rund 450 Höhenmeter bis zur Alp Nova (1980 m ü. M.) zurückgelegt werden. Ein weiterer Skilift Piz Gertrud bringt Skifahrer bis kurz vor den Felsrücken und knapp unterhalb des Danis-Gipfels.
Vom Piz Danis aus hat man Aussicht auf die Lenzerheide, das Oberhalbstein, den Heinzenberg, das Domleschg und Teile der Surselva.

## Quelle
- Manfred Hunziker: Ringelspitz/Arosa/Rätikon, Alpine Touren/Bündner Alpen, Verlag des SAC 2010, ISBN 978-3-85902-313-0, S. 276.